# 舒特冰川
舒特冰川（英語：Schutt Glacier），是南極洲的冰川，位於維多利亞地的希拉里海岸，最終注入斯凱爾頓冰川，以美國的登山家命名，現時由南極條約體系管理。